# Lasse Nygaard Priester
Lasse Nygaard Priester (* 31. Juli 1995 in Quickborn) ist ein deutscher Triathlet. Er ist Deutscher Meister auf der Triathlon-Sprintdistanz (2023), Deutscher Mannschaftsmeister (2021) und Sieger Ironman 70.3 (2025).

## Werdegang
Lasse Priester ist seit 2013 im Triathlon aktiv und startet in der Triathlon-Bundesliga für das HYLO Team Saar.
Im Juli 2021 gewann Priester sein erstes Europacup-Rennen im türkischen Balıkesir und im September 2021 sein erstes Weltcup-Rennen in Karlsbad. 2021 wurde er Deutscher Mannschaftsmeister in der Triathlon-Bundesliga.
Bei den Deutschen Meisterschaften 2022 wurde Priester Vizemeister über die Sprintdistanz.
Im Juli 2023 wurde er in Düsseldorf bei den Finals Deutscher Meister über die Sprintdistanz.
Lasse Priester erlitt im April 2024 einen Herzinfarkt.
Im April 2025 gewann der 29-Jährige den Halbmarathon im Freiburg-Marathon – neben Anabel Knoll bei den Frauen.
Im Mai ging er in Venedig erstmals über die Mitteldistanz an den Start. Drei Wochen später gewann er mit dem Ironman 70.3 Kraichgau sein erstes Ironman-70.3-Rennen und er stellte mit seiner Siegerzeit von 3:45:19 Stunden einen neuen Streckenrekord ein.

## Sportliche Erfolge
| Datum/Jahr    | Rang | Wettbewerb                                 | Austragungsort | Zeit     | Bemerkung                                                                               |
| ------------- | ---- | ------------------------------------------ | -------------- | -------- | --------------------------------------------------------------------------------------- |
| 3. Aug. 2025  | 3    | DTU Deutsche Meisterschaften Sprintdistanz | Dresden        | 00:51:16 |                                                                                         |
| 12. Juli 2025 | 24   | ITU World Championship Series 2025         | Hamburg        | 00:51:50 |                                                                                         |
| 25. Mai 2024  | 21   | ITU World Championship Series 2024         | Cagliari       | 01:43:05 |                                                                                         |
| 11. Mai 2024  | 29   | ITU World Championship Series 2024         | Yokohama       | 01:44:18 |                                                                                         |
| 28. Okt. 2023 | 3    | ITU Triathlon World Cup                    | Miyazaki       | 01:47:59 |                                                                                         |
| 9. Juli 2023  | 1    | DTU Deutsche Meisterschaften Sprintdistanz | Düsseldorf     | 00:50:58 |                                                                                         |
| 26. Juni 2022 | 2    | DTU Deutsche Meisterschaften Sprintdistanz | Berlin         | 00:51:10 |                                                                                         |
| 19. Sep. 2021 | 1    | ITU World Championship Series 2021         | Hamburg        | 00:19:33 | beim Hamburg Triathlon; Team Relay: 250 m Schwimmen, 6,6 km Radfahren und 1,6 km Laufen |
| 18. Sep. 2021 | 4    | ITU World Championship Series 2021         | Hamburg        | 00:53:09 |                                                                                         |
| 12. Sep. 2021 | 1    | ITU Triathlon World Cup                    | Karlsbad       | 01:53:31 | auf der olympischen Distanz                                                             |
| 31. Juli 2021 | 1    | ETU Triathlon Europa Cup                   | Balıkesir      | 00:52:31 |                                                                                         |

| Datum/Jahr   | Rang | Wettbewerb                 | Austragungsort | Zeit     | Bemerkung      |
| ------------ | ---- | -------------------------- | -------------- | -------- | -------------- |
| 25. Mai 2025 | 1    | Ironman 70.3 Kraichgau     | Kraichgau      | 03:45:19 | Streckenrekord |
| 4. Mai 2025  | 27   | Ironman 70.3 Venice-Jesolo | Venedig        | 03:44:08 | [ 8 ]          |

| Datum/Jahr   | Rang | Wettbewerb        | Austragungsort       | Zeit     | Bemerkung           |
| ------------ | ---- | ----------------- | -------------------- | -------- | ------------------- |
| 5. Apr. 2025 | 1    | Freiburg-Marathon | Freiburg im Breisgau | 01:07:13 | Sieger Halbmarathon |